# Thomas Le Clear
Pour les articles homonymes, voir Clear.
Thomas Le Clear, né le 17 mars 1818 à Owego dans l'État de New York et mort le 26 novembre 1882 à Rutherford dans l'État du New Jersey aux États-Unis, est un peintre portraitiste américain, l'un des plus importants de la région de New York durant sa carrière au XIXe siècle. Il a également peint des scènes de genre dans lesquelles des enfants sont souvent représentés dans des situations fantaisistes ou adultes.

## Biographie
Thomas Le Clear naît à Owego dans l'État de New York en 1818. Il vend ses premiers tableaux, des copies d'une œuvre représentant l'apôtre saint Matthieu, à l'âge de douze ans. À l'âge de quatorze ans, en 1832, il s'installe à London dans la province de l'Ontario au Canada, avec son père, où il travaille comme peintre portraitiste. Deux ans plus tard, il devient un peintre portraitiste itinérant qui travaille à travers l'État de New York, avant de s'installer à New York en 1839. Il étudie auprès du peintre Henry Inman et suit les cours de l'académie américaine des beaux-arts entre 1844 et 1846. De 1846 à 1860, il réside à Buffalo, où il fut l'un des membres fondateurs de la Buffalo Fine Arts Academy, devenue depuis la galerie d'art Albright-Knox. Il retourne à New York en 1863, est élu à l'académie américaine des beaux-arts la même année et voit sa fille se marier avec le peintre William Holbrook Beard. Il se consacre alors à sa carrière de peintre.
Comme peintre portraitiste, il a notamment réalisé les portraits du poète et journaliste William Cullen Bryant, de l'écrivain et explorateur Bayard Taylor, des anciens présidents des États-Unis Millard Fillmore et Ulysses S. Grant, des hommes politiques et d'État George Bancroft, John Bell, Edward Henry Durell (en), John R. Brady (en), Robbins Battell, David S. Bennett (en) et Alexander S. Diven (en), des hommes d'affaires Alexander Turney Stewart, William R. Travers (en), James William Beekman (en), William Fargo et Orsamus H. Marshall (en), de l'acteur Edwin Booth, du paléontologue Othniel Charles Marsh, des peintres William Page (en), William Holbrook Beard et Horace Wolcott Robbins, du sculpteur William Rudolf O'Donovan (en), du médium Andrew Jackson Davis, du chirurgien Willard Parker (en) ou du physicien Joseph Henry. Il a également peint des scènes de genre dans lesquelles des enfants sont souvent représentés dans des situations fantaisistes ou adultes. Dans le tableau Interior with Portraits (en), il mêle ces deux genres, en réalisant à la demande de l'homme d'affaires Franklin Sidway (en) le portrait posthume de deux de ses frères et sœurs, morts pour l'une à l'adolescence, pour l'autre au début de l'âge adulte. Se basant sur des archives familiales, il les représente durant leur enfance et les place dans un studio de photographie entouré d’œuvres d'art, avec un photographe au travail de dos.
Il décède d'une pleurésie en 1882 à Rutherford dans l'État du New Jersey.
Ces œuvres sont notamment visibles ou conservées à la National Portrait Gallery et au Smithsonian American Art Museum de Washington, à l'académie américaine des beaux-arts, à la Century Association (en), à la New-York Historical Society, à la chambre de commerce de l'état de New York (en) et au Metropolitan Museum of Art de New York, à la galerie d'art Albright-Knox de Buffalo, à la Yale University Art Gallery de New Haven, au Worcester Art Museum de Worcester, à l'Arnot Art Museum d'Elmira et à la The Filson Historical Society de Louisville.

## Œuvres

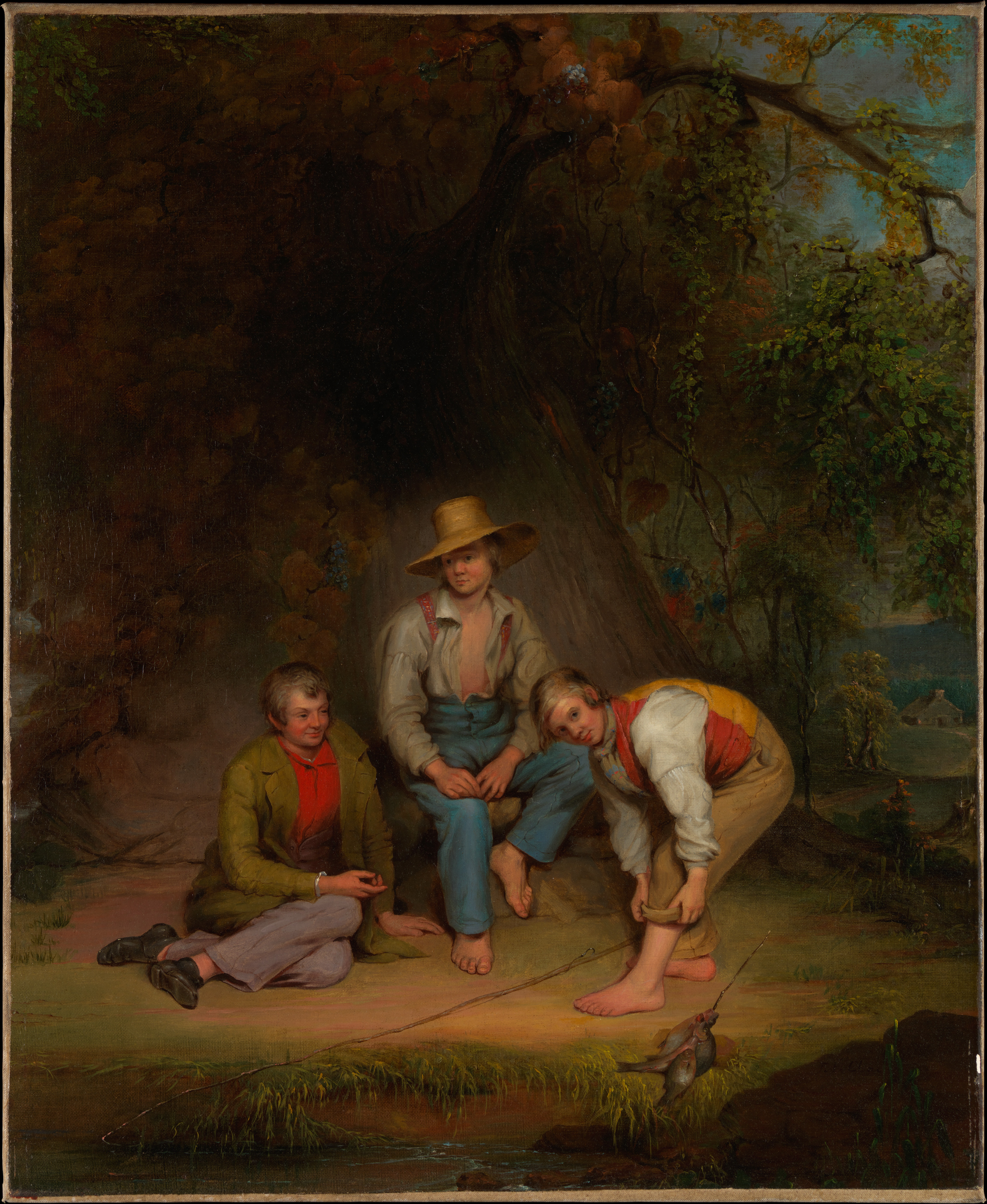
Boys Fishing, 1846, Metropolitan Museum of Art
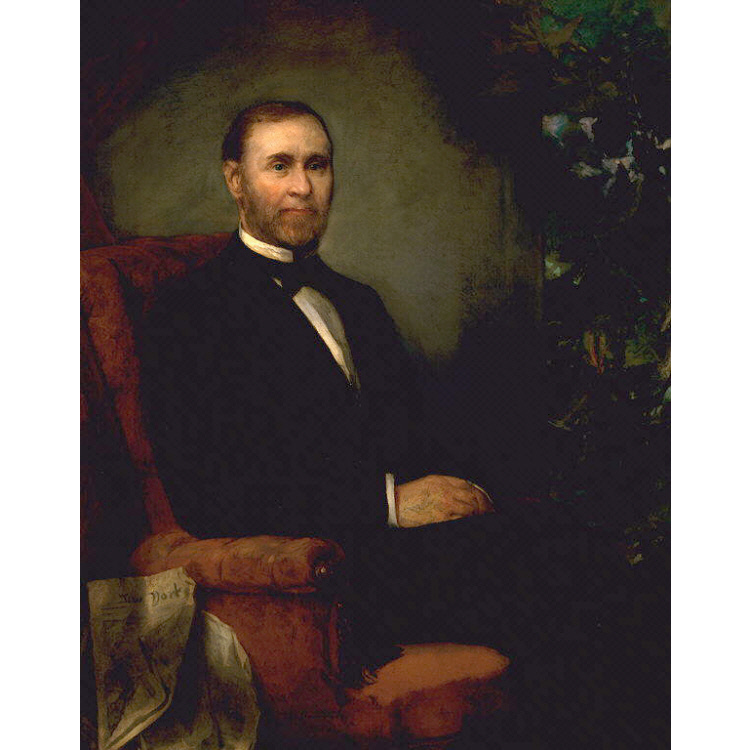
Portrait d'Alexander Turney Stewart, 1863, National Portrait Gallery
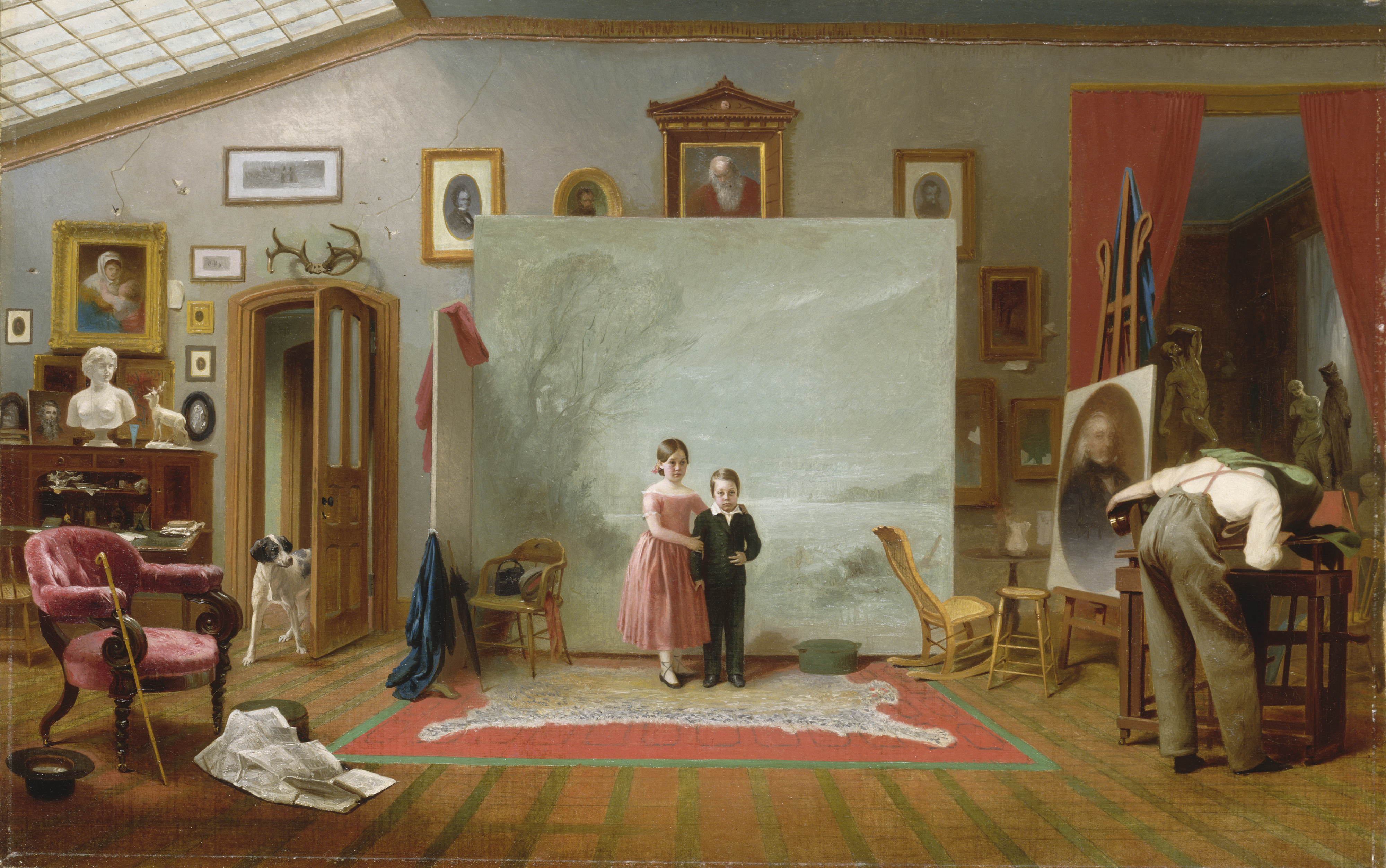
Interrior with Portraits, vers 1865, Smithsonian American Art Museum
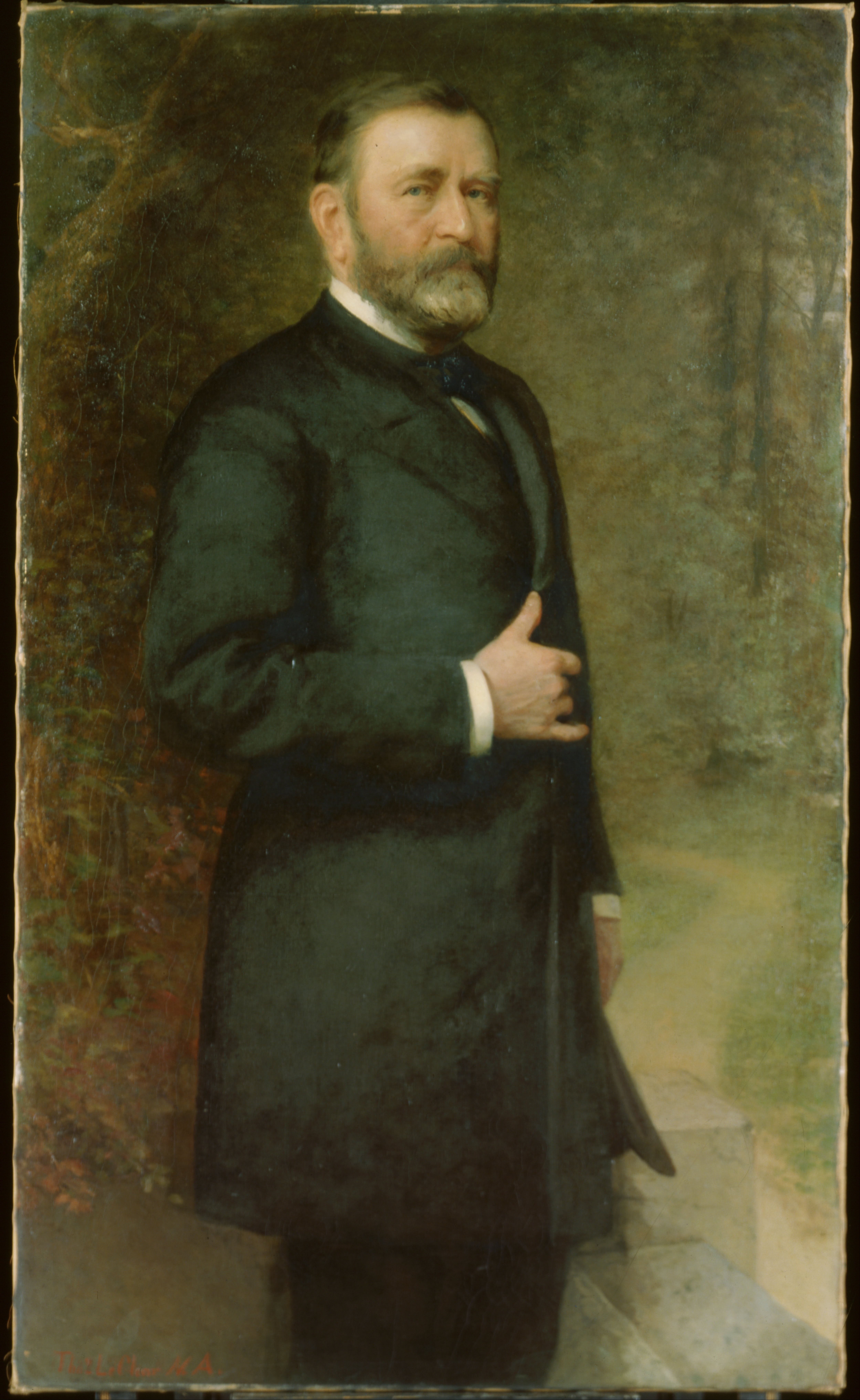
Portrait d'Ulysses S. Grant, entre 1875 et 1885, National Portrait Gallery
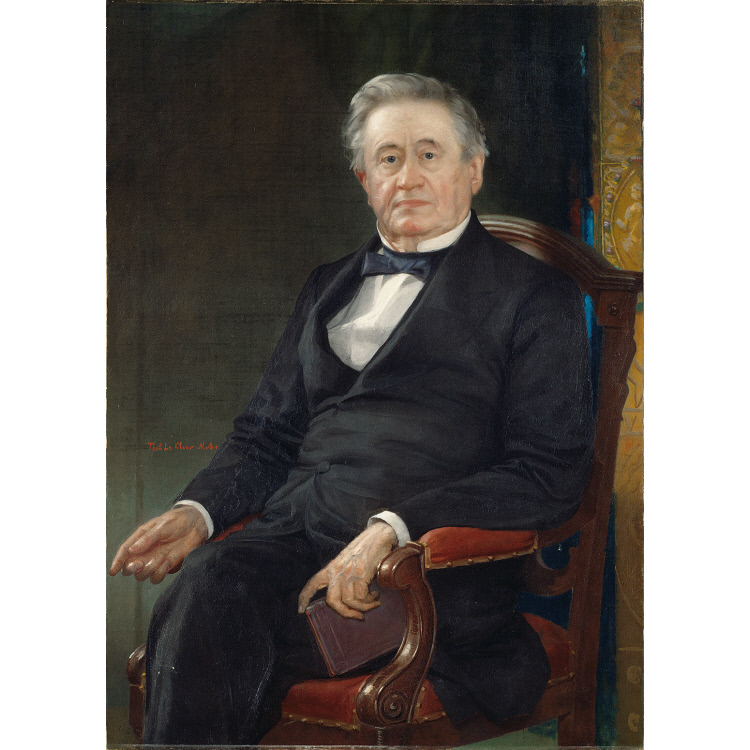
Portrait de Joseph Henry, 1878, National Portrait Gallery
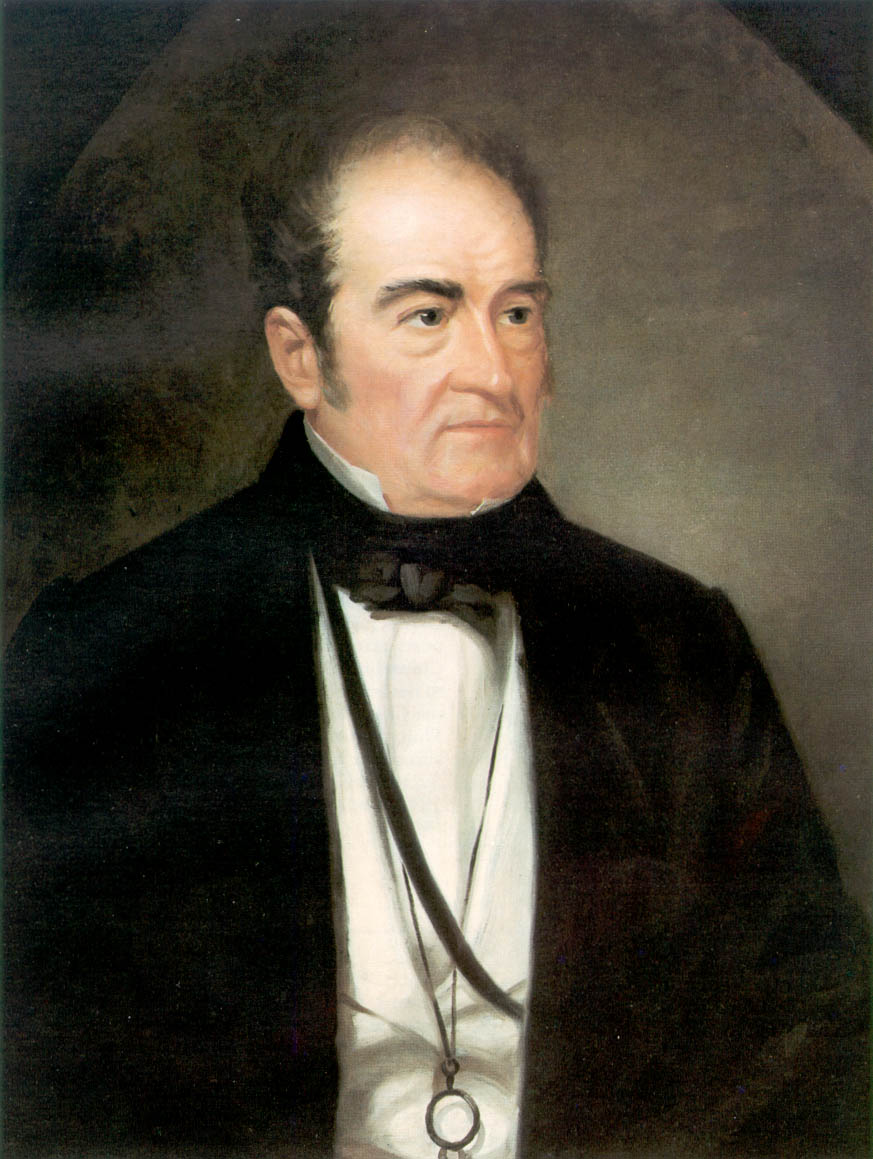
Portrait de John Bell, sans date